# 東日本大震災の被災者に係る一般旅券の発給の特例に関する法律
東日本大震災の被災者に係る一般旅券の発給の特例に関する法律（ひがしにほんだいしんさいのひさいしゃにかかるいっぱんりょけんのはっきゅうのとくれいにかんするほうりつ、平成23年6月8日法律第64号）は、東日本大震災の被災者に係る一般旅券の発給に関する日本の法律で、旅券法に対する特別法である。
2011年6月8日に公布・施行され、2022年4月27日に廃止された。

## 主務官庁
- 外務省領事局旅券課

復興庁復興知見活用・被災者支援グループ被災者支援班ならびに福島・宮城・岩手・茨城県を中心とする各都道府県の被災者支援・旅券担当部局と連携して執行した。

## 概要
東日本大震災により多数の被災者が一般旅券を紛失・焼失したことに対処するため、一般旅券の発給の特例を定めた（法1条）。
東日本大震災の被災者が、2011年（平成23年）3月11日において有効な一般旅券を当該災害により紛失等した場合、外務大臣が、月を単位とする5年以内の期間であってその満了の日が当該紛失等した旅券の有効期間満了の日以前の日であるものを有効期間とする震災特例旅券を手数料なしで発行できる（法2条1項および4条）。
5年を有効期間とする震災特例旅券の有効期間満了の日が当該旅券の発給を受けた被災者が紛失等した旅券の有効期間満了の日より1か月以上前である場合、外務大臣または領事官が、月を単位とする期間であってその満了の日が当該紛失等した旅券の有効期間満了の日以前の日であるものを有効期間とする震災特例旅券を手数料なしで発行できる（法2条2項および4条）。
震災特例旅券の交付に係る事務を地方自治法2条9項1号に規定する第一号法定受託事務とするとともに、震災特例旅券の発行に係る事務の一部を政令により都道府県知事が行うことができる（法2条4項および3条）。
東日本大震災から10年が経過し、発災当時に有効だった旅券がすべて期限切れとなった2021年3月12日以降、震災特例旅券の発給の申請が行われることは想定されないため、2022年（令和4年）の第208通常国会に本特例法を廃止する法律案が政府提出され可決、成立。同年4月27日に公布・施行（令和4年法律第34号）されたことにより廃止された。